# 9 Возничего
9 Возничего (лат. 9 Aurigae), HD 32537 — кратная звезда в созвездии Возничего на расстоянии приблизительно 87,2 световых лет (около 26,7 парсеков) от Солнца.

## Характеристики
Первый компонент (V398 Возничего (лат. V398 Aurigae), HD 32537A) — жёлто-белая переменная звезда типа Гаммы Золотой Рыбы (GDOR) спектрального класса F0V или F2V. Видимая звёздная величина звезды — от +5,03m до +4,93m. Масса — около 1,6 солнечной, радиус — около 1,67 солнечного, светимость — около 6,042 солнечных. Эффективная температура — около 6998 К.
Второй компонент (HD 32537B) — красный карлик спектрального класса M2. Видимая звёздная величина звезды — +12,2m. Масса — около 0,49 солнечной. Эффективная температура — около 4947 К. Орбитальный период — около 380189 суток (1041 года). Удалён на 5,2 угловых секунд.
Третий компонент (HD 32537Ca) — оранжевый карлик спектрального класса K5V. Видимая звёздная величина звезды — +9,91m. Масса — около 0,751 солнечной, радиус — около 0,756 солнечного, светимость — около 0,162 солнечной. Эффективная температура — около 4633 К. Орбитальный период — около 23988329 суток (65676 лет). Удалён на 90,13 угловых секунд.
Четвёртый компонент (HD 32537Cb). Видимая звёздная величина звезды — +13,85m. Удалён от третьего компонента на 2,3 угловые секунды.
Пятый компонент (UCAC3 284-78169) — оранжевый гигант спектрального класса K. Видимая звёздная величина звезды — +12,6m. Радиус — около 11,84 солнечных, светимость — около 46,919 солнечных. Эффективная температура — около 4391 К. Орбитальный период — около 23988329 суток (65676 лет). Удалён от первого компонента на 143,5 угловых секунды, от третьего компонента на 47 угловых секунд.
Шестой компонент (UCAC3 284-78094) — оранжевая звезда спектрального класса K. Видимая звёздная величина звезды — +12,3m. Радиус — около 5,23 солнечных, светимость — около 7,554 солнечных. Эффективная температура — около 4183 К. Удалён на 131,6 угловых секунд.

## Планетная система
В 2019 году учёными, анализирующими данные проектов HIPPARCOS и Gaia, у звезды обнаружена планета.